# Клаве
Клаве (фр. Clavé) насеље је и општина у западној Француској у региону Поату-Шарант, у департману Де Севр која припада префектури Партне.
По подацима из 2011. године у општини је живело 347 становника, а густина насељености је износила 17,77 становника/km². Општина се простире на површини од 19,53 km². Налази се на средњој надморској висини од 180 метара (максималној 216 m, а минималној 108 m).

## Демографија
| 1962. | 1968. | 1975. | 1982. | 1990. | 1999. | 2011. |
| ----- | ----- | ----- | ----- | ----- | ----- | ----- |
| 461   | 501   | 436   | 377   | 318   | 324   | 347   |

График промене броја становника у току последњих година